# Aries (Militärtechnik)

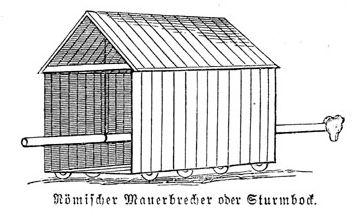
Aries, Skizze eines römischen Rammbocks

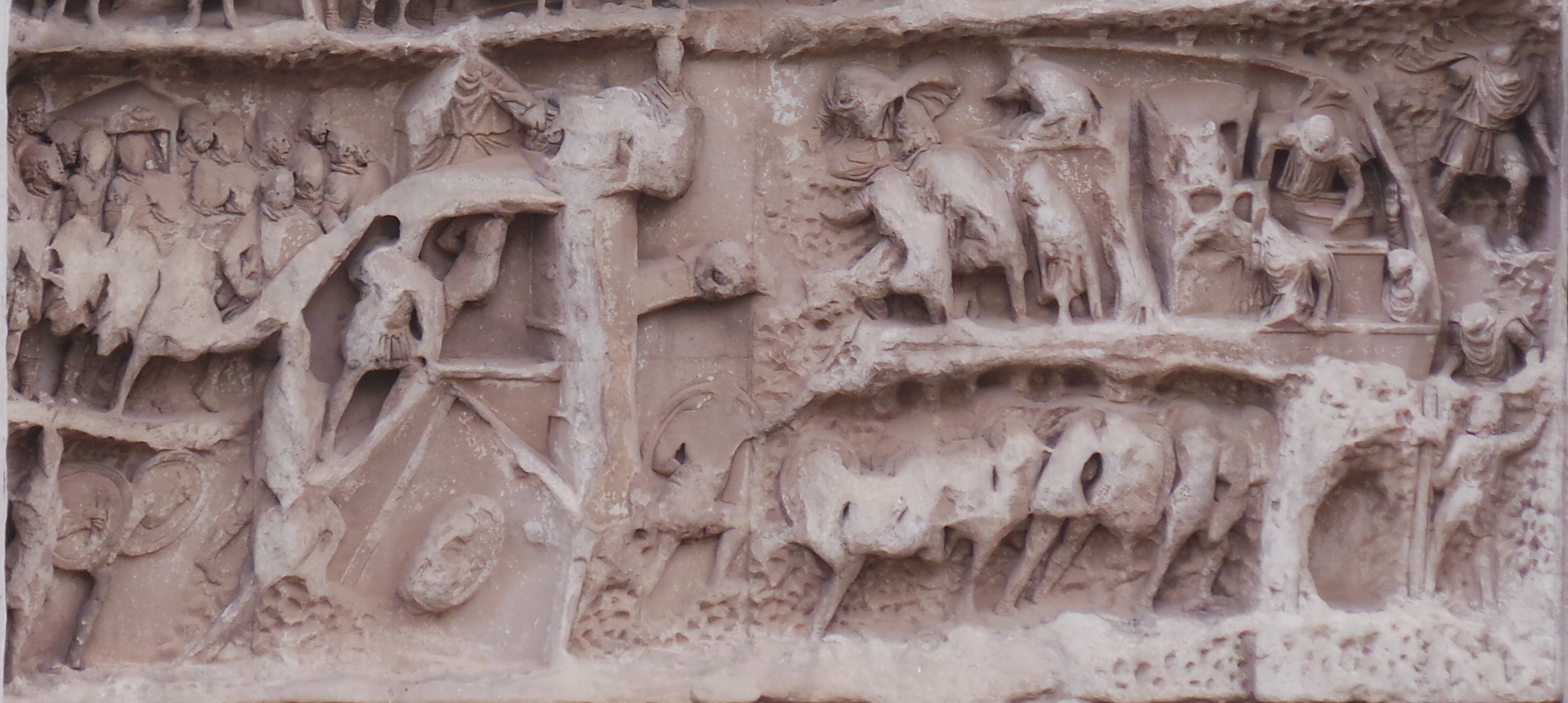
Reliefdarstellung am Septimius-Severus-Bogen (Rom), mit Einsatz eines Rammbocks vor der belagerten Stadt Ktesiphon

Aries (lateinisch Widder) war in der Kriegskunst der alten Römer eine Kriegsmaschine (Mauerbrecher, Sturmbock). Dieser bestand aus einem 20–60 m langen Balken, der vorn mit dem Kopf eines Widders versehen und zum Einrennen der Mauern bestimmt war. Ursprünglich von Soldaten auf den Armen getragen, wurde er später durch ein Gerüst in die Schwebe gehängt; oft an seinem hinteren Ende zur Verstärkung der Wucht mit Steinen beschwert und dann mit Schwung gegen die Mauer gestoßen. Meist wurde der Aries (um die Bedienungsmannschaft zu schützen) mit einem auf Pfählen und Rädern ruhendem Dach (testudo) versehen.
Die Belagerten versuchten entweder durch Feuer die Kriegsmaschine zu zerstören, oder durch Decken die Kraft des Stoßes zu mildern, oder auch durch Schlingen und Haken den Balken aufzufangen.
In der deutschen Militärgeschichte wurden diese Rammböcke Mauerbrecher genannt. Sie waren noch bis zum 16. Jahrhundert im Einsatz. In der Burg des Deutsch-Ritterordens in Thorn (polnisch Toruń) ist ein Nachbau eines Mauerbrechers nach überlieferten Zeichnungen zu sehen.

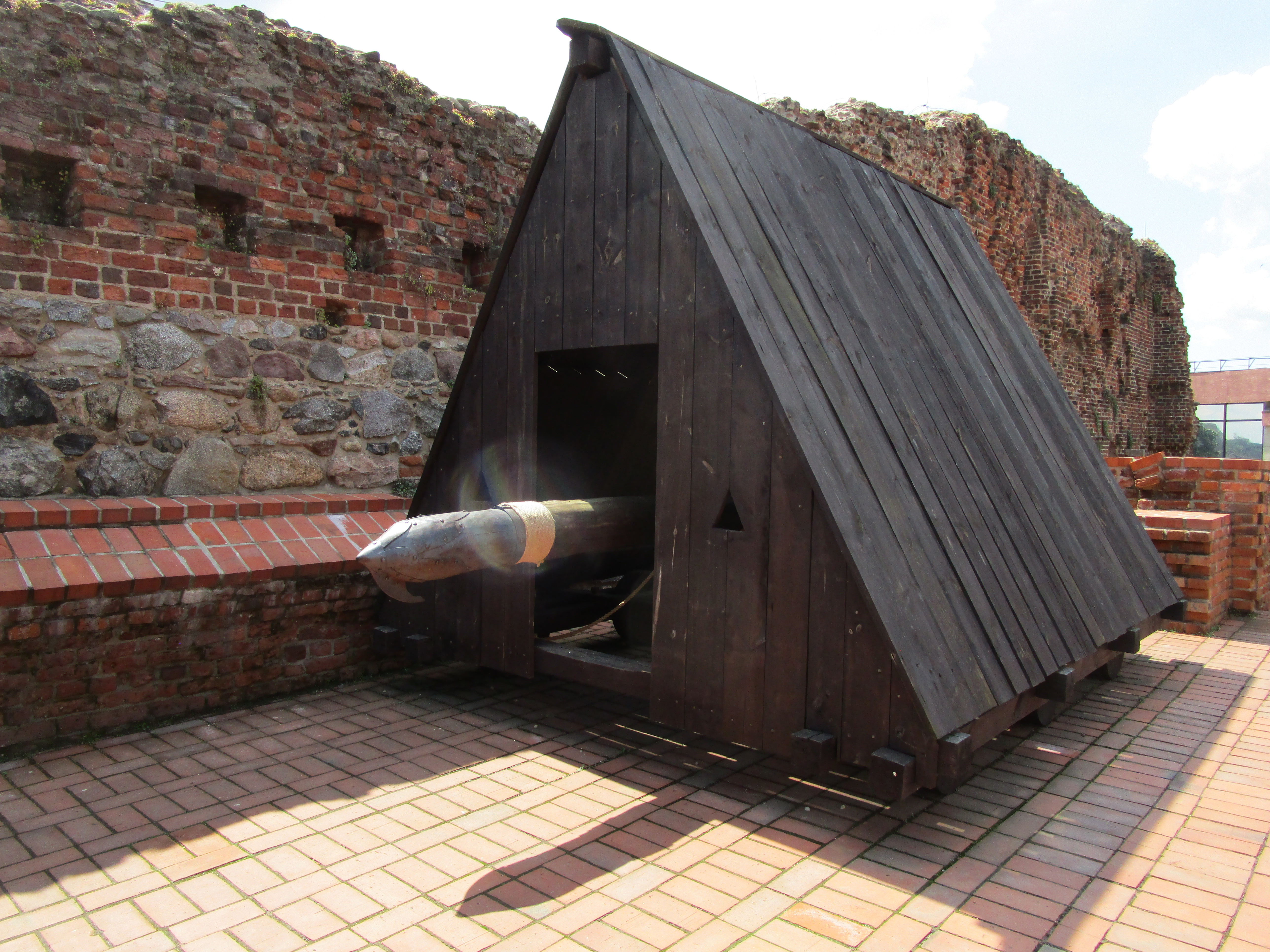
Mauerbrecher in Ordensburg Thorn – Front
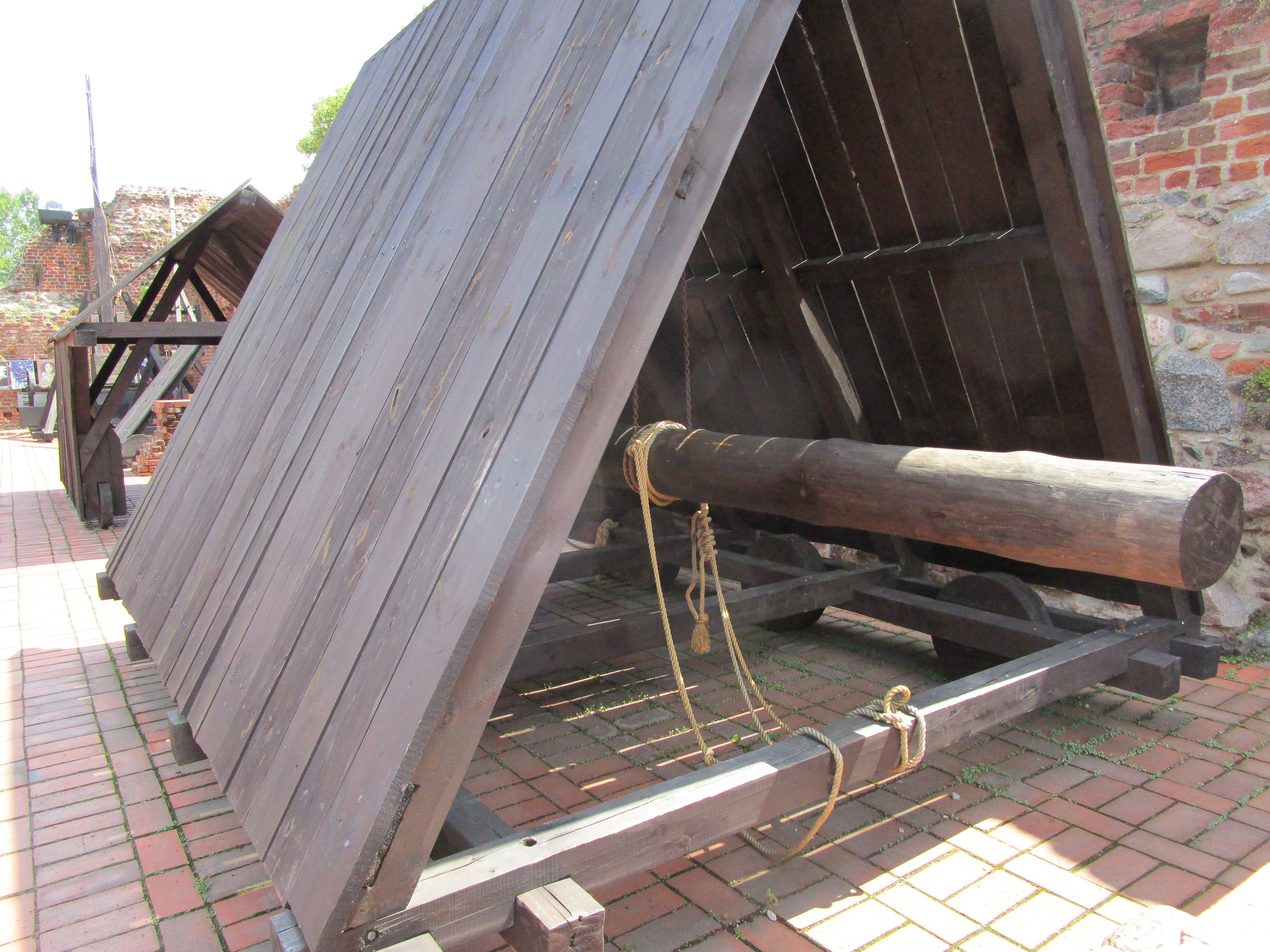
Mauerbrecher in Ordensburg Thorn – Rückansicht

Dieser Artikel basiert auf einem gemeinfreien Text aus Meyers Konversations-Lexikon, 4. Auflage von 1888 bis 1890.